# Pallacanestro Messina 2001-2002
La Pallacanestro Messina 2001-2002 ha preso parte al campionato professionistico italiano di Legadue.

## Verdetti
- Legadue:
  - stagione regolare: 2º posto su 14 squadre (24-12);
  - playoff: eliminazione in semifinale contro Napoli (1-3).

## Roster
| Giocatori |
| --------- |

|    | Naz.                                           | Ruolo | Sportivo              | Anno | Alt. | Peso |  |
| -- | ---------------------------------------------- | ----- | --------------------- | ---- | ---- | ---- |  |
| 6  | Italia (bandiera)                              | G     | Claudio Cavalieri     | 1978 | 192  | 91   |  |
| 7  | Italia (bandiera)                              | PG    | Enrico Burini         | 1976 | 190  | 85   |  |
| 8  | Italia (bandiera)                              | G     | Massimo Guerra        | 1969 | 192  | 87   |  |
| 12 | Stati Uniti (bandiera)                         | PG    | LaMarr Greer          | 1976 | 196  | 102  |  |
| 13 | Stati Uniti (bandiera)                         | GA    | Brian Oliver          | 1968 | 193  | 94   |  |
| 14 | Italia (bandiera)                              | A     | Riccardo Perego       | 1981 | 202  | 86   |  |
| 15 | Stati Uniti (bandiera) · Porto Rico (bandiera) | C     | Sharif Fajardo        | 1976 | 205  | 105  |  |
| 19 | Italia (bandiera)                              | AC    | Cristiano Grappasonni | 1972 | 204  | 96   |  |
| 20 | Stati Uniti (bandiera)                         | AC    | Francesco Foiera      | 1975 | 207  | 103  |  |

| Staff tecnico                    |
| -------------------------------- |
| Allenatore: Giovanni Perdichizzi |
| Assistente: Nino Coppolino       |

| Giocatori acquisiti a stagione in corso |
| --------------------------------------- |

|    | Naz.                   | Ruolo | Sportivo                         | Anno | Alt. | Peso |  |
| -- | ---------------------- | ----- | -------------------------------- | ---- | ---- | ---- |  |
| 10 | Italia (bandiera)      | A     | Manuel Vanuzzo dal 15 ottobre    | 1975 | 202  | 99   |  |
| 11 | Stati Uniti (bandiera) | G     | Saddi Washington dal 1º febbraio | 1975 | 188  | 80   |  |

Legaduebasket: Dettaglio statistico